# Coupe CERS 2012-2013
Navigation
Édition précédente Édition suivante
La Coupe CERS 2012-2013 est une compétition de rink hockey organisée par le CERH, le Comité Européen de Rink-Hockey.

## Déroulement
Compte tenu du nombre d'équipes engagées cette année, un tour préliminaire est joué. Les équipes passant par ce premier tour sont les équipes n'ayant pas participé à l'édition précédente et les équipes les moins bien classées au niveau européen.
Le tirage au sort des matchs du tour préliminaire est réalisé afin d'éviter les confrontations entre clubs d'un même pays.
Le tour préliminaire se jouent en matchs aller et retour.
La phase éliminatoire se joue en élimination directe, sous forme de matchs aller et retour. Les demi-finales et la finale se joue cependant sur un seul match et en terrain neutre, au cours d'un Final Four.

## Tour préliminaire
22 équipes participent cette année au tour préliminaire en matchs aller et retour les 20 novembre et 18 décembre 2010.
| Équipe 1           | Score | Équipe 2         | Aller | Retour |
| ------------------ | ----- | ---------------- | ----- | ------ |
| Breganze           | 29-2  | Wolfurt          | 16-0  | 13-2   |
| Blanes             | 6-2   | US Coutras       | 6-1   | 0-1    |
| Roller Biasca      | 4-9   | SPRS Ploufragan  | 1-3   | 3-6    |
| Barcelos           | 12-5  | Uttigen          | 8-0   | 4-5    |
| Dornbirn           | 1-13  | Forte dei Marmi  | 0-7   | 1-6    |
| Darmstadt          | 2-11  | CE Vendrell      | 0-3   | 2-7    |
| Diessbach          | 12-9  | Iserlohn         | 6-3   | 6-6    |
| Uri                | 11-5  | Herne Bay        | 7-0   | 4-5    |
| Vilanova           | 12-8  | RAC Saint-Brieuc | 9-4   | 3-4    |
| SA Mérignac        | 18-8  | Remscheid        | 11-2  | 7-6    |
| Wimmis             | 9-18  | AFP Giovinazzo   | 7-7   | 2-11   |
| Germania Herringen | 5-13  | Maçanet          | 4-3   | 1-10   |
| Weil               | 1-15  | CP Vic           | 0-10  | 1-5    |
| Follonica          | 3-4   | LV La vendéenne  | 2-0   | 1-4    |

## Phase éliminatoire
Les huitièmes jusqu'aux quarts de finale sont définis par un tirage au sort libre. 

### Huitièmes de finale
Les huitièmes de finale se jouent en matchs aller et retour les 15 décembre 2012 et 19 janvier 2013.
| Équipe 1        | Score | Équipe 2         | Aller | Retour |
| --------------- | ----- | ---------------- | ----- | ------ |
| Breganze        | 7-6   | Blanes           | 3-3   | 4-3    |
| SPRS Ploufragan | 5-16  | Bassano          | 3-8   | 2-8    |
| Barcelos        | 7-10  | Fortei dei Marmi | 5-3   | 2-7    |
| Diessbach       | 5-11  | CE Vendrell      | 4-6   | 1-5    |
| Uri             | 1-20  | Vilanova         | 1-8   | 0-12   |
| SA Mérignac     | 8-9   | AFP Giovinazzo   | 4-2   | 4-7    |
| Maçanet         | 4-6   | CP Vic           | 1-5   | 3-1    |
| Braga           | 8-10  | LV La Vendéenne  | 4-7   | 4-3    |

### Quarts de finale
Les Quarts de finale se jouent en matchs aller et retour les 16 février et 12 mars 2013.
| Équipe 1        | Score | Équipe 2        | Aller | Retour |
| --------------- | ----- | --------------- | ----- | ------ |
| Breganze        | 3-4   | Bassano         | 1-3   | 2-1    |
| Forte dei Marmi | 7-10  | CE Vendrell     | 5-6   | 2-4    |
| Vilanova        | 9-7   | AFP Giovinazzo  | 5-1   | 4-6    |
| CP Vic          | 6-2   | LV La Vendéenne | 2-2   | 4-0    |

## Final Four
Un nouveau tirage est effectué pour désigner les demi-finales et la finale qui se jouent au cours d'un Final Four, à El Vendrell, sur une seule rencontre à élimination directe.
|  | Demi-finales | Demi-finales |             |      | Finale | Finale |
|  |              |              |             |      |        |        |
|  | 11 mai 2013  |              |             |      |        |        |
|  |              |              |             |      |        |        |
|  | Bassano      | 4            |             |      |        |        |
|  | Bassano      | 4            | 12 mai 2013 |      |        |        |
|  | CE Vendrell  | 6            |             |      |        |        |
|  | CE Vendrell  | 6            | CE Vendrell | 3(*) |        |        |
|  | 10 mai 2013  |              | CE Vendrell | 3(*) |        |        |
|  |              | CP Vic       | 2           |      |        |        |
|  | Vilanova     | CP Vic       | 2           | 1    |        |        |
|  | Vilanova     |              |             | 1    |        |        |
|  | CP Vic       | 6            |             |      |        |        |
|  | CP Vic       | 6            |             |      |        |        |

(*) But en or dans la première prolongation